# Theo von Brockhusen
Theodor Adolf Hilfmann von Brockhusen, né le 16 juillet 1882 à Marggrabowa, arrondissement d'Oletzko et mort le 20 avril 1919 à Berlin, est un peintre, dessinateur et graveur allemand. Son style évolua de l'impressionnisme à l'expressionnisme. Ses thèmes de prédilection étaient les paysages.

## Biographie
Brockhusen (de) étudie la peinture de 1897 à 1903 à l'académie des arts de Königsberg. Il est élève de Max Schmidt, Ludwig Dettmann et Olof Jemberg. Il est d'abord impressionné par les paysages de la province de Prusse-Orientale de Dettmann et compose ses premières œuvres sur le motif en plein air.
Il s'installe en 1904 à Berlin et entre deux ans plus tard à la Sécession berlinoise dont il fréquente régulièrement les expositions jusqu'en 1913. Il expose aussi à Dresde, Düsseldorf, Brème et Weimar. Il travaille sous contrat avec le galeriste Paul Cassirer à partir de 1906. Celui-ci soutient financièrement l'artiste désargenté, en collectionnant ses tableaux, mais il rompt son contrat en 1915.

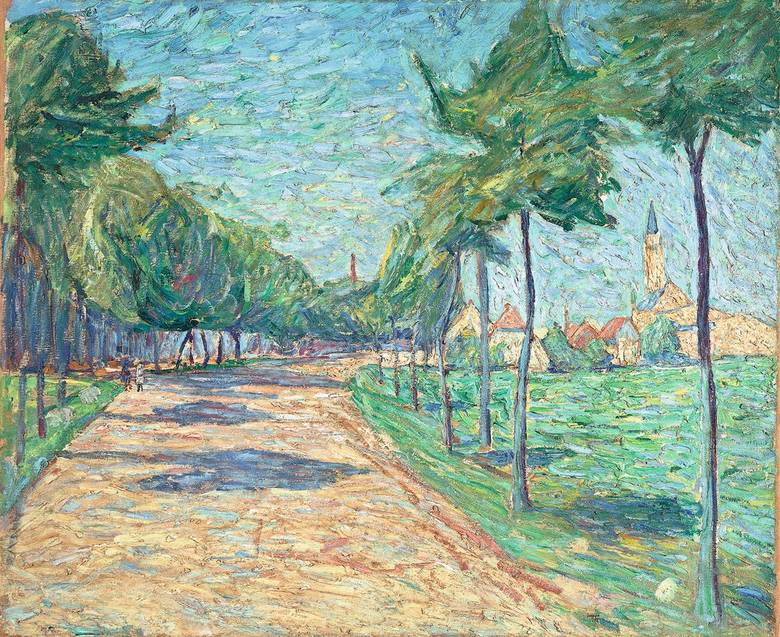
Paysage de Langen dans le Brandebourg (1907).

Brockhusen fait un voyage en 1906 à Paris et à Londres, qu'il termine par un séjour à Knokke-le-Zoute. Il y fait deux séjours à nouveau en 1907 et en 1908. En 1909, il choisit Nieuport, au bord de la mer du Nord.
Brockhusen est influencé aussi par Max Liebermann et peint à sa manière les dunes et les plages de la mer du Nord. Il prend l'habitude à partir de 1907 de passer ses mois d'été au bord du lac de Schwielow, près de Berlin, et ensuite de venir régulièrement à Seelow. De nombreuses toiles ont pour motif ces endroits à diverses époques de l'année et à diverses heures du jour.

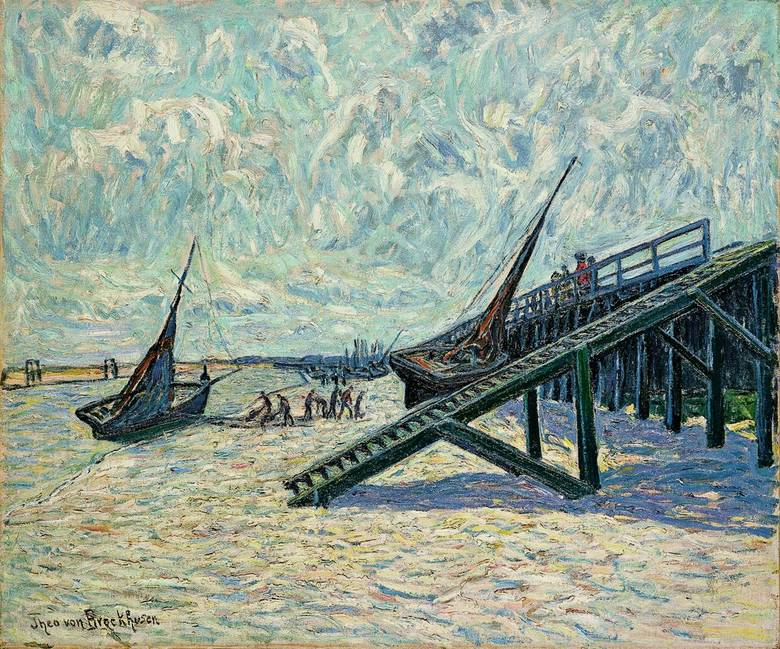
Rivage de Nieuport (1909).

Il épouse Hildegard Brothe en 1909, avec laquelle il voyage à Paris, après son mariage. Il reçoit là-bas une véritable révélation de la peinture de Van Gogh, ce qui a pour conséquence d'éclairer sa palette et de tendre vers l'expressionnisme. Il reçoit en 1910 le prix de la ville de Berlin, suivi en 1912 de celui de la Villa Romana, ce qui lui permet de séjourner six mois à Florence en 1913. Il découvre pendant cette période des thèmes religieux.
Il fait partie à son retour de la Sécession libre, aux expositions de laquelle il participe, jusqu'à la fin de la Première Guerre mondiale et dont il est président l'année d'avant sa mort.
Pendant les années de la guerre de 1914-1918, il fréquente le cercle de Nidden, regroupant des artistes qui se retrouvent là-bas pendant leurs vacances au bord de l'isthme de Courlande, inspirés par ses dunes et sa lumière spéciale. Il comprend en particulier Waldemar Rösler (en), Arthur Degner (de), Alfred Partikel (en) et Franz Domscheit (en).
Il meurt à l'âge de trente-sept ans. Il est enterré au cimetière luthérien-évangélique de Nikolassee, à côté de Berlin, et Fritz Klimsch réalise sa sépulture.
Il laisse une œuvre d'environ deux cents toiles et quelques dessins, ainsi que des lithographies et des gravures. Certaines de ses œuvres se trouvent aujourd'hui dans des musées de Berlin, au Sprengel Museum de Hanovre, à la Kunsthalle de Kiel, ou à la Kunstforum Ostdeutsche Galerie (de) de Ratisbonne.